# Guillermo Morigi
Guillermo Daniel Morigi (Caseros, 1º marzo 1974) è un ex calciatore argentino, di ruolo centrocampista.

## Palmarès

### Club

#### Competizioni nazionali
- Campionato argentino: 3

Vélez Sársfield: Apertura 1995, Clausura 1996, Clausura 1998

#### Competizioni internazionali
- Coppa Libertadores: 1

Vélez Sársfield: 1994
- Coppa Intercontinentale: 1

Vélez Sársfield: 1994
- Coppa Interamericana: 1

Vélez Sarsfield: 1994
- Supercoppa Sudamericana: 1

Vélez Sársfield: 1996
- Recopa Sudamericana: 1

Vélez Sársfield: 1997